# Marcantonio Trevisan
Marcantonio Trevisan, o Trivisano (Venezia, 1475 – Venezia, 31 maggio 1554), fu l'80º doge della Repubblica di Venezia.

## Biografia

### Giovinezza
Nacque nel 1475, figlio primogenito di Domenico e da Suordamor Marcello. Aveva almeno due fratelli, Girolamo e Pietro. Era noto in tutta Venezia per la sua bigotteria ed il fanatismo religioso che lo animava tanto che non si sposò mai, probabilmente, come dicevano alcune fonti dell'epoca, per non peccare.

### Missione diplomatica nel Sultanato d'Egitto
Il 22 gennaio 1512 il padre Domenico, in qualità di procuratore e oratore, partì da Venezia per una delicata missione diplomatica presso il sultano d’Egitto, Qanṣūh al-Ghūrī. Marcantonio lo accompagnò insieme al segretario Andrea Franceschi. 
In aprile, con un seguito di circa quarantacinque persone, lasciarono Alessandria d'Egitto per Abukir quindi l'ultimo giorno del mese si imbarcarono a Rosetta sulle rive del Nilo. Il 6 giugno raggiunsero Bulaq, allora sobborgo a tre miglia dal Cairo e furono accolti dal memendar scortato da una compagnia di mamelucchi. Il sultano ricevette splendidi doni e onorò l'oratore veneziano permettendogli di alloggiare in uno dei più sfarzosi palazzi della città, fatto costruire da Fatima, moglie del precedente sultano Sayf al-Dīn Ṭūmān Bāy I e collocato accanto alla Cittadella del Cairo. Marcantonio vi abitò per i successivi due mesi. Il sultano ebbe tre udienze con il padre Domenico durante le quali si trattò dei rapporti tra la Repubblica di Venezia e Isma'il I, shah di Persia, suo avversario, mediati da Pietro Zen, che secondo il sovrano aveva rischiato di provocare una guerra tra il Sultanato e la Serenissima. Il Trevisan riuscì ad ammansire il sultano che alla fine acconsentì a risparmiare la vita allo Zen, facendolo giudicare però dai veneziani e costringendolo ad uscire dal suo palazzo con una catena stretta attorno al collo. Promise inoltre che avrebbe fatto pagare il tributo in mercanzie a lui dovuto dai ciprioti, che lo avevano ingannato consegnandogli prodotti di valore inferiore a quello stabilito. Infine, si assicurò l'approvvigionamento di pepe dal Sultanato per tre mude l'anno, il libero commercio dei mercanti veneziani entro i suoi confini sotto il pagamento di 5.000 ducati e la possibilità per i pellegrini veneziani di visitare il Santo Sepolcro, permesso che il sultano aveva invece negato ai francesi.
Il 4 agosto, conclusa la missione diplomatica, i Trevisan accompagnati dai consoli di Alessandria e Damasco e da molti mercanti veneziani lasciarono il Cairo e cinque giorni dopo arrivarono a Damietta dove si imbarcarono su una galea che dopo aver fatto tappa a Cipro, Creta e Corfù raggiunse Venezia verso la metà di ottobre.

### Carriera politica
Durante la sua vita politica ebbe numerosi incarichi in cui si mise in luce per la sua onestà e rettitudine morale; ciò gli permise di esser ben considerato nonostante l'estremismo religioso.
Nell'agosto del 1524 fu eletto consigliere a Cipro insieme a Pietro Valier e a Michele Foscarini, capitano di Larnaca. Vi giunse nell'autunno dello stesso anno. Durante il suo incarico sull'isola fece bandire e ritirare il marcello e il mocenigo locali che contenevano meno metallo prezioso del dovuto. Ritornò a Venezia insieme al Valier con un grande carico di spezie e frumento nel dicembre 1527.
Nel febbraio 1528 fu eletto procuratore sopra gli atti dei sopragastaldi benché soggetto a contumacia. La sua elezione fu comunque approvata dal Maggior Consiglio e questa violazione della legge fece grande scalpore. In ottobre ottenne la carica di Savio sulla mercanzia per il mese di settembre 1529. Nel giugno 1529 diviene uno dei sette Savi sull'imprestado del clero e in seguito Savio sopra l'estimo.
Nel 1530 insieme ad altri quattro Savi si occupò di dirimere le questioni inerenti all'isola di Nanfio. Venne poi eletto Savio "sopra la reformation di la terra".
A novembre dello stesso anno, in virtù della sua pregressa esperienza quale consigliere a Cipro, fu eletto dal Maggior Consiglio quale luogotenente dell'isola al posto di Agostino da Mula. Partì alla fine di marzo dell'anno successivo con tre navi e vi giunse a luglio. Fece un resoconto dettagliato del pessimo stato delle fortificazioni di Nicosia, il cui adeguamento avrebbe implicato anni di lavori e la spesa di migliaia di ducati.
Nel 1533 dovette far fronte a scarsi raccolti, distrutti dalla siccità e dalle cavallette, che fecero aumentare notevolmente il prezzo del frumento e dell'orzo, principali produzioni agricole locali. Contemporaneamente si scatenò un'epidemia di peste, giunta dalla Siria, che colpì in particolare Famagosta. Il Trevisan e i rettori riuscirono ad impedire che il contagio si diffondesse in tutta l'isola ma in città e nelle immediate vicinanze morirono in pochi mesi più di 800 abitanti (tra cui diversi funzionari veneziani) e si contagiarono in migliaia. Per far fronte alle richieste di frumento e denaro da parte di Venezia fu costretto a vendere il cotone e lo zucchero presenti sull'isola.

### Dogato

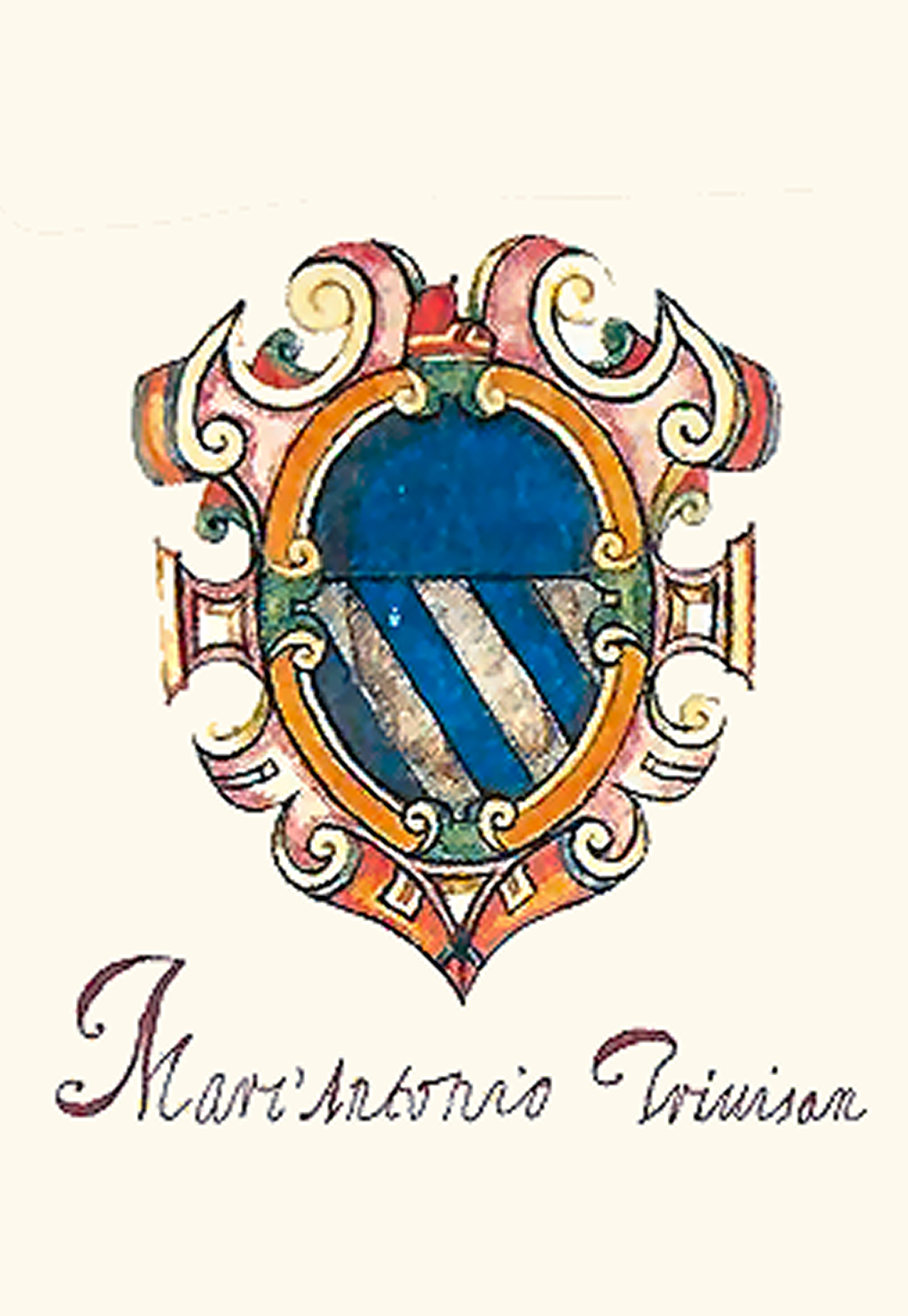
Stemma del dove Marcantonio Trevisan

Venne inaspettatamente eletto il 4 giugno 1553. Durante il suo breve dogato cercò di limitare feste e frivolezze a favore d'una ritrovata spiritualità e d'una maggior comunione con i dettami sacri ma, come si può immaginare, il popolo non lo seguì molto e, presto, rimase isolato.
Il suo ritratto dogale fu opera di Tiziano Vecellio.

### Morte
Ammalatosi gravemente, morì il 31 maggio 1554, forse neppure troppo pianto da una città che era al culmine del suo splendore ed il cui popolo voleva divertirsi, lasciandosi per sempre alle spalle il medioevo con le sue forme religiose divenute ormai eccessive in un ambito rinascimentale, ben più libero e orientato alla ricerca di valori più terreni.